# Natalie Madueño
Natalie Wolfsberg Madueño (7. november 1987) er en dansk skuespillerinde, som medvirker i tv-serien Bedrag på DR1. Hun havde den kvindelige hovedrolle i opførelsen af Hamlet på Hamletscenen ved Kronborg i august 2017.

## Filmografi

### Film
| År   | Titel                | Rolle           | Note |
| ---- | -------------------- | --------------- | ---- |
| 2006 | Råzone               | Josephine       |      |
| 2014 | Lev Stærkt           | Lisa            |      |
| 2015 | Steppeulven          | Ung pige 2      |      |
| 2016 | Tordenskjold & Kold  | Leonora Ployart |      |
| 2016 | Swinger              | Patricia        |      |
| 2018 | Petra                | Petra           |      |
| 2018 | Wonderful Copenhagen | Aggi            |      |
| 2018 | I krig & kærlighed   | Marie           |      |

### TV
| År   | Titel                                       | Rolle            | Note                                                      |
| ---- | ------------------------------------------- | ---------------- | --------------------------------------------------------- |
| 2016 | Bedrag                                      | Claudia Moreno   | 20 episoder                                               |
| 2018 | Kriger                                      | Søs              |                                                           |
| 2019 | The Rain                                    | Fie              | 12 episoder                                               |
| 2019 | Den som dræber – Fanget af mørket sæson 1–4 | Louise Bergstein | 32 episoder Den som dræber – Fanget af mørket (2019-2024) |